# Sevesobedrijf
Een Sevesobedrijf of Seveso-inrichting is in België een bedrijf dat activiteiten ontplooit op het vlak van de behandeling, de productie, het gebruik of de opslag van gevaarlijke stoffen. Voorbeelden van dergelijke bedrijven zijn olieraffinaderijen of -depots, chemische of petrochemische fabrieken, stockage en verpakking van gevaarlijke stoffen en opslagplaatsen voor explosieve stoffen.
De naam van dit soort bedrijven is het gevolg van de chemische ramp die in 1976 plaatsvond in een vestiging van Hoffmann-La Roche in het Noord-Italiaanse stadje Seveso. Deze ramp gaf aanleiding tot het uitwerken van een Europese richtlijn die als de Sevesorichtlijn bekendstaat.
Seveso-inrichtingen worden onderverdeeld in hogedrempelinrichtingen en lagedrempelinrichtingen op basis van de aard en de hoeveelheden gevaarlijke stoffen die in de inrichting aanwezig mogen zijn. Hogedrempelinrichtingen vormen potentieel een groter gevaar dan lagedrempelinrichtingen. Hogedrempelinrichtingen moeten voldoen aan verregaander verplichtingen. Zo moeten zij bijvoorbeeld een veiligheidsrapport (VR) opstellen en worden daarom ook wel VR-plichtige inrichtingen genoemd.